# Didier Guzzoni
Pour les articles homonymes, voir Guzzoni.
Didier Guzzoni, né en 1970 à Genève, est un informaticien suisse et ingénieur logiciel senior de l'équipe Siri d'Apple. Il est membre fondateur et scientifique en chef de la start-up Siri Inc. qui a ensuite été rachetée par Apple Inc.

## Carrière
Didier Guzzoni étudie le génie électrique à l'École d'ingénieurs de l'État de Genève, puis l'informatique à l'EPFL, où il obtient un master en 1996. Il travaille ensuite avec Charles Baur sur une application de robotique médicale au sein du groupe Réalité Virtuelle et Interface Active de l'EPFL,.
En 1997, il rejoint la Silicon Valley pour intégrer le Centre d'Intelligence Artificielle de SRI International pour travailler avec Luc Julia et Adam Cheyer sur l'intelligence artificielle et la robotique,.
Il s'implique dans plusieurs start-ups allant de la robotique mobile aux plateformes B2B alimentées par l'IA et il collabore, entre autres, avec Rajiv Gupta et Shamik Sharma.
En 2004, il revient à l'EPFL pour rejoindre le laboratoire de Charles Baur en tant que doctorant. Ses recherches visent à faciliter l'accès des développeurs de logiciels à des techniques complexes d'intelligence artificielle.
Après l'obtention de son diplôme en 2007, il cofonde avec Tom Gruber et Dag Kittlaus, Siri Inc, une start-up développant un assistant intelligent mobile, dont il est devenu le responsable scientifique. La société est rachetée en 2010 par Apple et sa technologie est intégrée à la plupart des produits Apple depuis 2011. Il est ingénieur logiciel senior au sein de l'équipe Siri d'Apple,,.

## Travaux

### Articles
- Baur Charles ; Guzzoni Didier ; Georg Olivier (1998). "Virgy : A Virtual Reality and Force Feedback Based Endoscopic Surgery Simulator". Studies in Health Technology and Informatics. 50 (Medicine Meets Virtual Reality) : 110-6. DOI 10.3233/978-1-60750-894-6-110. PMID 10180525.
- Guzzoni, Didier ; Adam Cheyer ; Luc Julia ; Kurt Konolige (1997). " De nombreux robots font du travail court " : Report of the SRI International Mobile Robot Team". AI Magazine. 18. DOI 10.1609/aimag.v18i1.1274.
- Guzzoni, Didier ; et al. (1998). "Robots dans un système d'agents distribués". Cognitive Robotics" (PDF). Cognitive Robotics-Papers from the 1998 AAAI Fall Symposium : 61-67.

### Thèse
- Didier Guzzoni, « Active: A unified platform for building intelligent applications », Thèse,‎ 2007 (DOI 10.5075/epfl-thesis-3990)

### Brevet
- 8677377, Cheyer, Adam; Didier Guzzoni & CH, "United States Patent: 8677377 - Method and apparatus for building an intelligent automated assistant", issued March 18, 2014